# 매드 지니어스
《매드 지니어스》는 2022년 11월 10일부터 2022년 12월 8일까지 엠넷에서 방송된 숏폼 서바이벌 프로그램이다. 엠마가 최종 우승을 차지했다.